# Dudzai Mushawepwere
Dudzai Mushawepwere es un escultor de Zimbabue, nacido el año 1974 en Mutoko .

## Datos biográficos
Nacido en Mutoko , Mushawepwere es el más joven de cuatro hijos, y creció en Chitungwiza . Allí completó su educación primaria , mostrando las primeras señales de una vocación artística.  Comenzó a esculpir en 1990, trabajando como asistente de John Type . Después de dos años se estableció por su cuenta. Gran parte de su temática se inspira en su propia herencia cultural.  Mushawepwere ha expuesto en Europa y los Estados Unidos .